# Traszka sardyńska
Traszka sardyńska (Euproctus platycephalus) – gatunek płaza ogoniastego z rodziny salamandrowatych (Salamandridae). Występuje endemicznie na włoskiej wyspie Sardynii, gdzie zasiedla górskie rzeki i jeziora. Płaz ten dorasta do 14 cm i cechuje się smukłą budową oraz płaską głową. Jaja składane są w szczelinach między kamieniami, a czas rozwoju zarodka oraz larwy zależny jest od temperatury. Gatunek narażony na wyginięcie w związku z niewielkim zasięgiem występowania oraz postępującą degradacją jego środowiska naturalnego.

## Wygląd
Jest to smukły płaz z płaską głową i zaokrąglonym pyskiem. Samce dorastają do 12–14 cm, a samice do 10–13 cm. Kończyny są smukłe – występuje pięć palców u stóp kończyny przedniej i 5 u stóp kończyny tylnej – u samców obecna jest również ostroga na pięcie. Skóra jest dość gładka – występuje natomiast kilka nierównomiernie położonych kurzajek. Ubarwienie zmienne – grzbiet może być szary, brązowy lub oliwkowy. Na grzbiecie występują również brązowe, zielone, czerwone oraz czarne kropki. Kropki (szczególnie u samców) mogą się łączyć w podłużne paski. Na środku grzbietu występuje pasek, które może być biały, żółtawy, jasnobrązowy, ciemnobrązowy. W przeciwieństwie do traszki korsykańskiej (Euproctus montanus), parotydy są słabo zaznaczone.

## Zasięg występowania i siedlisko
Występuje wyłącznie na Sardynii, gdzie najczęściej spotykany jest na wschodzie wyspy między górami Monte Limbara na północy oraz górą Sette Fratelli na południu. Występuje na wysokościach bezwzględnych 50–1800 m n.p.m. (najczęściej 400–800 m n.p.m.), a zasięg występowania wynosi 10 922 km². Zasiedla górskie rzeki lub małe jeziora, w szczególności spokojne strumienie. Spotykany jest również na pobliskich terenach ziemnych pod korzeniami, martwymi drzewami lub kamieniami.

## Rozmnażanie i rozwój
Okresy godowe trwają od kwietnia do maja oraz września do października. Na większych wysokościach bezwzględnych płazy do rozrodu podchodzą wyłącznie latem.
Do kopulacji dochodzi w wodzie – samiec poszukuje samicy z otwartym pyskiem. Po znalezieniu jej, samiec chwyta tułów samicy pyskiem i aktywnie poszukuje odpowiedniego miejsca na kopulację, transportując samicę w pysku. Samiec następnie skręca swoje ciało tak, że jego kloaka znajduje się blisko kloaki samicy, po czym bezpośrednio lub przy pomocy ostróg na stopach przekazuje samicy spermatofor. Samica następnie składa jaja pojedynczo w szczelinach między kamieniami. W niewoli zaobserwowano również składanie jaj w piasku. W niewoli samica składa 57–221 jaj o średnicy 3 mm. Zarodek rozwija się około 37 dni w temperaturze 15 °C i około 13 dni w temperaturze 24,5 °C. Czas rozwoju larwy również zależy od temperatury – w temperaturze 15 °C trwa on 376–453 dni, a w temperaturze 20,5 °C 184–260 dni. U tego gatunku może występować neotenia.

## Status i ochrona
Międzynarodowa Unia Ochrony Przyrody (IUCN) od 2022 roku klasyfikuje traszkę sardyńską jako gatunek narażony (VU); wcześniej uznawała ją za gatunek zagrożony (EN). Status gatunku narażonego otrzymała w związku ze stosunkowo niewielkim zasięgiem (10 922 km²) oraz spadkiem rozmiarów i jakości jej środowiska naturalnego. Gatunkowi temu zagraża głównie zanieczyszczenie wody, fragmentacja siedliska, drapieżnictwo ze strony introdukowanego pstrąga oraz susze (w związku z nadmiernym poborem wody). W latach 50. XX wieku dużo populacji wyginęło w związku ze stosowaniem środka owadobójczego dichlorodifenylotrichloroetanu (DDT) w zbiornikach wodnych. Gatunkowi temu zagraża również patogeniczny grzyb Batrachochytrium dendrobatidis, występujący na niektórych obszarach wyspy. Ponadto testy laboratoryjne wykazały, że gatunek ten jest bardzo podatny na infekcje spokrewnionego gatunku grzyba Batrachochytrium salamandrivorans. Jednakowoż grzyb ten nie został dotychczas wykryty na Sardynii. Traszce sardyńskiej zagrażają również obce gatunki żab zielonych oraz inwazyjny rak luizjański (Procambarus clarkii). Ponadto płaz ten odławiany jest czasami jako zwierzę terraryjne.
E. platycephalus znajduje się w załączniku II konwencji berneńskiej, załączniku IV dyrektywy siedliskowej Unii Europejskiej, chroniony jest również przez ustawodawstwo regionalne. Gatunek ten występuje na obszarach chronionych i obszarach Natura 2000. W odnowie poszczególnych subpopulacji pomóc może usunięcie pstrąga oraz innych gatunków obcych z zasięgu płaza.